# Virus de Marburg
|  | Per a altres significats, vegeu «Marburgvirus». |

El virus de Marburg, nom científic Marburg marburgvirus, és un virus zoonòtic amb una alta virulència que causa una greu febre hemorràgica vírica en humans. El virus de Marburg fou descrit per primer cop el 1967. Avui dia, el virus és un dels dos membres del complex d'espècies Marburg marburgvirus, que s'inclou en el gènere Marburgvirus, família Filoviridae, a l'ordre Mononegavirales. El nom de virus de Marburg deriva de Marburg an der Lahn (la ciutat a Hessen, RFA, on el virus va ser descobert per primer cop) i el sufix taxonòmic virus. D'acord amb les regles per a l'assignació de noms taxonòmics establert pel Comitè Internacional de Taxonomia de Virus (ICTV), el nom del virus és virus de Marburg, forma que pot ser abreujada MARV (abreviatura oficial). Ara per ara, no existeis cap vacuna aprobada contra aquest virus. És considerat un virus emergent. Té un període d'incubació d'entre 2 i 21 dies, durant el qual els individus infectats poden romandre asimptomàtics.
Fou descrit per primer cop en petits brots a les ciutats alemanyes de Marburg an der Lahn i Frankfurt del Main i la capital iugoslava de Belgrad el 1967. Els treballadors van estar exposats accidentalment als teixits de mones verdes (Chlorocebus aethiops) infectades a l'antiga planta industrial, Behringwerke, llavors depenent de l'empresa Hoechst, i avui de CSL Behring. Durant aquests brots, 31 persones es van infectar i set d'elles van morir. Els majors brots de filovirus han tingut lloc a l'Àfrica. El virus de Marburg (MARV) causa una malaltia greu en els éssers humans i els primats no humans en forma de febre hemorràgica vírica. Un virus que compleix els criteris per ser membre de les espècies Marburg marburgvirus és un virus de Marburg si el seu genoma difereix del que té el prototip Marburg marburgvirus, variant del virus de Marburg Musoke (MARV/Mus), en menys d'un 10 per cent dels seus nucleòtids.
El virus de Marburg va ser denominat per primera vegada amb aquest nom el 1967. En 2005, el nom del virus va ser canviat a Marburgvirus Llac Victòria, que per desgràcia era la mateixa ortografia que les seves espècies Lake Victoria marburgvirus. No obstant això, la majoria d'articles científics segueixen referint-se al virus de Marburg. En conseqüència, el 2010, el nom del virus de Marburg va ser reinstal·lat i el nom de l'espècie va canviar. Una abreviatura anterior per al virus era MBGV.
MARV és considerat en diversos sistemes de control de la bioseguretat: un select agent (CDC), segons l'OMS està adscrit al Grup 4 de patògens perillosos (que requereix un nivell 4 de bioseguretat), segons els NIH/National Institute of Allergy and Infectious Diseases Patògens de Categoria Prioritat A, segons els Centers for Disease Control and Prevention és un agent de categoria A bioterrorisme, i és considerat com un agent biològic per al control de les exportacions per l'Australia Group.

## Patologia
MARV és un dels dos marburgvirus que causa la febre hemorràgica de Marburg (en anglès Marburg hemorrhagic fever, MHF o també Marburg virus disease, MVD) en els éssers humans. En el passat, MARV ha provocat els següents brots:
| Data      | Localització                                                         | índex de mortalitat (núm. morts/núm. casos) |
| 1967      | Marburg an der Lahn i Frankfurt del Main, RFA, i Belgrad, Iugoslàvia | 7/31 (23%) |
| 1975      | Rhodesia i Johannesburg, sud-àfrica                                  | 1/3 (33%) |
| 1980      | Kenya                                                                | 1/2 (50%) |
| 1987      | Kenya                                                                | 1/1 (100%) |
| 1988      | Koltsovo, Oblast de Novossibirsk, URSS                               | 1/1 (100%) [accident de laboratori] |
| 1990      | Koltsovo, Óblast de Novossibirsk, URSS                               | 0/1 (0%) [accident de laboratori] |
| 1998–2000 | Durba i Watsa, República Democràtica del Congo                       | ? (es registraren un total de 154 casos i 128 morts deguts a la infecció per marburgvirus durant aquest brot. Un dels casos va ser el del primer nadó amb febre hemorràgica de Marburg documentat adequadament. La taxa de mortalitat fou del 83%. Dos marburgvirus, MARV i virus de Ravn (RAVV), cocircularen i causaren el brot. No s'ha publicat el nombre de morts causat pel MARV o pel RAVV) |
| 2004–2005 | Angola                                                               | 227/252 (90%) |
| 2007      | Uganda                                                               | 1/3 (33%) |
| 2008      | Uganda → Països Baixos (cas importat)                                | 1/1 (100%) |
| 2012      | Uganda                                                               | 9/18 (50%) |
| 2014      | Uganda                                                               | 1/1 (100%) |
| 2017      | Uganda                                                               | 3/3 (100%) |
| 2021      | Guinea                                                               | 1/1 (100%) Causat per una soca del virus similar filogenèticament a la detectada amb anterioritat a ratpenats de Sierra Leone i en humans d'Angola. |
| 2022      | Ghana                                                                | 3/4 (75%) Va coincidir amb un brot de verola del mico al país. |
| 2023      | Tanzània                                                             | 5/8 (62,5%) Precedit per dos brots epidèmics de diferents etiologies consecutius, un de còlera i un altre de dengue, Localitzat a la regió de Kagera. |
| 2023      | Guinea Equatorial                                                    | 9/25 (36%) En el marc d'aquest brot, el 25 de febrer de 2023 la Conselleria de Salut de la Generalitat Valenciana va activar el protocol per un possible cas a València, en un pacient amb símptomes compatibles que hi havia viatjat feia pocs dies, finalment descartat. |
| 2024      | Ruanda                                                               | Primer brot de malaltia pel virus de Marburg a 30 districtes de Ruanda. A finals de setembre del 2024 les autoritats sanitàries del país havien confirmat 62 casos i 15 morts, amb 161 contactes identificats sota vigilància sanitària. La majoria a la capital, Kigali. |

## Estructura

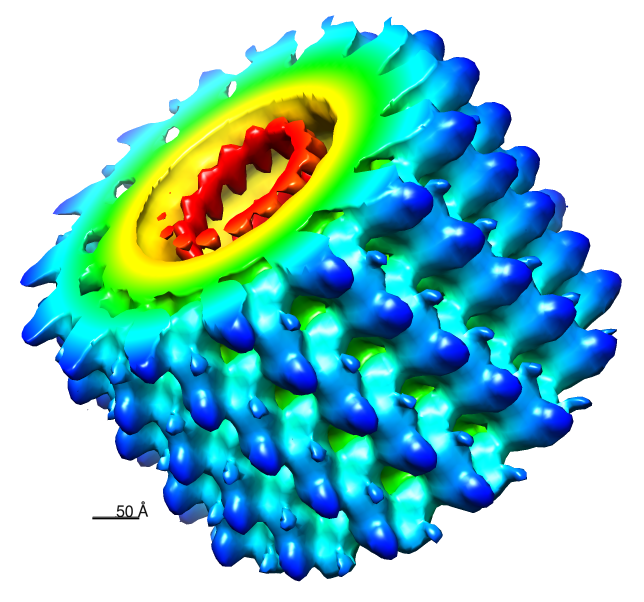
Reconstrucció d'una secció de la nucleocàpside del virus de Marburg

Igual que tots els mononegavirus, els virions de Marburg contenen genomes d'ARN no infecciosos, lineals i sense fragmentar, de cadena simple i de polaritat negativa que tenen extrems 3' i 5' complementaris, sense caputxa 5', no poliadenilada i no enllaçades covalentment a cap proteïna. La mida dels Marburgvirus és d'aproximadament 19 kb de longitud i contenen set gens en l'ordre 3'-UTR-NP-VP35-VP40-GP-VP30-VP24-L-5'-UTR. Els genomes dels dos marburgvirus diferents (MARV i RAVV) difereixen en la seqüència de nucleòtids.
Igual que la resta de filovirus, els virions de Marburg són partícules filamentoses que poden aparèixer en forma de bastó, o en forma d'"O" o "6", i poden estar enrotllades, en forma de toroides o ramificades. Els virions de Marburg mesuren generalment 80 nm d'amplària, però varien una mica pel que fa a la llargada. En general, la longitud mitjana de les partícules de virus de Marburg de oscil·la entre els 795 i 828 nm (en contrast amb els virions del virus d'Ebola, de longitud mitjana entre 974 i 1.086 nm), però s'han detectat partícules, de més de 14.000 nm en cultius tissulars. Els virions de Marburg consten de set proteïnes estructurals. Al centre dels virions es troba una ribonucleocàpside helicoidal, que consisteix en l'ARN genòmic embolcallat al voltant d'un polímer de nucleoproteïnes (NP). Associada amb la ribonucleoproteïna hi ha l'ARN polimerasa depenent d'ARN (L) amb el cofactor de la polimerasa VP35 i un activador de la transcripció (VP30). La ribonucleoproteïna està incrustada en la matriu extracel·lular, en la qual també hi ha altres proteïnes destacables, com la VP40 i la VP24. Aquestes partícules estan envoltades per una membrana lipídica derivada de la membrana de la cèl·lula hoste. La membrana àncora una glicoproteïna (GP1,2) que projecta espícules de 7 a 10 nm des de la seva superfície. Mentre que se semblen molt als virions del virus d'Ebola en l'estructura els virions de Marburg són antigènicament diferents.

## Cicle viral
La proteïna Niemann–Pick C1 (NPC1) és essencial per a la infecció pels virus Ébola i Marburg. Dos estudis independents publicats en la mateixa edició de la revista Nature van demostrar que l'entrada a la cèl·lula del virus Ebola i la seva replicació requereixen la NPC1 proteïna transportadora de colesterol.
Quan les cèl·lules de pacients de Niemann-Pick de tipus C1 foren exposades al virus d'Ebola al laboratori, les cèl·lules van sobreviure i semblaven immunes al virus, el que indica, a més, que l'Ebola usa la proteïna NPC1 per entrar a les cèl·lules. Això podria implicar que les mutacions genètiques en el gen NPC1 en humans podrien fer que algunes persones fossin resistents a un dels virus més mortals que afecten els éssers humans. Els mateixos estudis descriuen resultats similars amb el “cosí” de l'Ebola en el grup dels filovirus, el virus de Marburg, demostrant que aquest també necessita el NPC1 per entrar a les cèl·lules. A més, NPC1 ha demostrat ser fonamental per a permetre la infecció pels filovirus perquè intervé en la infecció mitjançant la unió directament a la glicoproteïna de l'embolcall víric. Un estudi posterior va confirmar les troballes que NPC1 és un receptor de filovirus crític que mitja la infecció mitjançant la unió directament a la glicoproteïna de l'embolcall víric i que el segon domini lisosomal de NPC1 intervé en aquesta unió.
En un dels estudis originals, una molècula petita ha demostrat inhibir la infecció pel virus d'Ebola evitant que la glicoproteïna del virus s'uneixi a NPC1. En l'altre estudi, els ratolins heterozigots per al gen NPC1, revelà que aquests estaven protegits de la letalitat amb el ratolí adaptat virus Ebola. En conjunt, aquests i altres estudis suggereixen que l'NPC1 pot ser una potencial diana terapèutica per a un medicament antiviral contra l'Ebola.
El cicle viral del Marburg comença amb la fixació del virió a receptors específics de la superfície cel·lular, seguida de la fusió de l'embolcall del virió amb les membranes cel·lulars i l'alliberament concomitant de la nucleocàpside del virus en el citosol. L'enzim ADN polimerasa depenent d'ARN del virus desplega parcialment la nucleocàpside i transcriu els gens en els ARNm de cadena positiva, que després es tradueixen en proteïnes estructurals i no estructurals. L'ARN replicasa del virus de Marburg s'uneix a un únic promotor localitzat en l'extrem 3' del genoma. Durant la transcripció els gens prop de l'extrem 3' del genoma es transcriuen amb major intensitat, mentre que cap a l'extrem 5' són menys propensos a ser transcrits. D'aquesta manera, l'ordre dels gens és una forma senzilla però eficaç de regulació de la transcripció.
La proteïna més abundant produïda és la nucleoproteïna, la concentració en la cèl·lula determina quan L canvia de la transcripció de gens cap a la replicació del genoma. La replicació forma antigenomes integrals, de cadena positiva que al seu torn es transcriuen en còpies del genoma de la progènie de virus de cadena negativa. Les proteïnes i els genomes estructurals recentment sintetitzats s'autoacoblen i s'acumulen prop de l'interior de la membrana cel·lular. Els virions emergeixen de la cèl·lula, obtenint els seus embolcalls a partir de la membrana cel·lular on s'han acumulat les ribonucleoproteïnes. Les partícules madures llavors infecten altres cèl·lules per tal de repetir el cicle.

## Ecologia
El 2009 es produí l'aïllament de MARV a partir d'individus sans de Rousettus aegyptiacus. Aquest aïllament, així com l'aïllament de RAVV infecciosa, suggereix fermament que els ratpenats frugívors del Vell Món estan involucrats en el manteniment natural del virus de Marburg. Són necessaris més estudis per establir si Rousettus aegyptiacus són els hostes reals de MARV i RAVV o si s'infecten per contacte amb un altre animal i, per tant, només serveixen com a hostes intermediaris. La infecció pel MARV en els ratpenats és asimptomàtica. Segons un treball filogenètic publicat per investigadors italians, Uganda va ser la localització més probable de l'ancestre del MARV i Kenia la de l'avantpassat víric del RAVV. El primer estudi d'infecció experimental de Rousettus aegyptiacus amb MARV va proporcionar una major comprensió sobre la participació d'aquests ratpenats en l'ecologia del MARV.
Els ratpenats infectats experimentalment desenvoluparen una relativa baixa virèmia durant almenys 5 dies, però es mantingueren sans i no desenvoluparen cap patologia general notable. Els virus es van replicar fins a títols elevats en els òrgans principals (fetge i melsa) i en els òrgans que possiblement podrien estar implicats en la transmissió del virus (pulmó, intestí, òrgans reproductors, glàndules salivals, ronyó, bufeta urinària i glàndula mamària). El relativament llarg període de virèmia observat en aquest experiment i altres treballs de recerca posteriors podria també facilitar la transmissió mecànica del MARV entre ratpenats per artròpodes xucladors de sang, com ara el dípter ectoparàsit hematòfag Eucampsipoda africana i el sifonàpter Thaumapsylla breviceps breviceps o la infecció d'altres hostes vertebrats susceptibles per contacte directe amb sang infectada.

## Arma biològica
La Unió Soviètica tenia un extens programa per a l'estudi del MARV com a arma biològica, tant ofensivament com defensivament. Almenys tres instituts d'investigació soviètics tenien programes d'investigació de MARV: el Centre de Virologia de l'Institut d'Investigació Científica de Microbiologia a Zagorsk (avui Sergiev Posad), l'Associació Científic - Producció "Vektor" (avui el Centre Estatal d'Investigació de Virologia i Biotecnologia "Vektor") a Koltsovo, i l'Institut Anti-Epidèmic de Recerca Científica d'Irkutsk de Sibèria i l'Extrem Orient a Irkutsk. Com que la investigació més representada va ser informació classificada, no és clar com de reeixit va ser el programa MARV. No obstant això, el desertor soviètic Ken Alibek va afirmar que una arma plena de MARV es va posar a prova a la Base Stepnogorsk Experimental Ciència i Producció a Stepnogorsk, República Socialista Soviètica del Kazakhstan (avui Kazakhstan), cosa que suggereix que el desenvolupament d'una arma biològica basada en MARV havia aconseguit etapes avançades. Confirmació independent d'aquesta afirmació és insuficient. Almenys hi ha hagut un accident de laboratori amb MARV, resultant en la mort de l'investigador Nikolai Ustinov de Koltsovo, va ocórrer durant els temps ofensius a la Unió Soviètica i va ser descrita per primera vegada en detall per Alibek. Després del col·lapse de la Unió Soviètica, la investigació en el MARV va continuar als tres instituts, però a jutjar pel material publicat aquesta investigació ha estat de caràcter defensiu.